# Agri
Cet article possède un paronyme, voir Ağrı.
L'Agri (anciennement Aciris) est un fleuve d'Italie dont la vallée est entièrement située dans la Basilicate. Il coule aux confins de l'Apulie et du Bruttium et débouche dans le golfe de Tarente. 

## Géographie
Il est long de 136 km. Il prend sa source dans les Apennins et se jette dans la mer Ionienne sur la commune de Policoro. À la différence de bon nombre de fleuves de la région, son cours est régulier. La régularité de ce cours est sans doute la raison de son nom qui dériverait de l'adjectif « Akiros » signifiant « lent. »
Cette vallée s'étend sur près de 500 km2. 

### Bassin versant
Son bassin versant est de 1 770 km2 de superficie[réf. nécessaire].

## Hydrologie
Son régime hydrologique est dit pluvial méridional.

## Aménagements et écologie
La vallée de l'Agri est renommée pour la beauté de ses paysages, mais aussi pour ses gisements d'hydrocarbures. Elle possède une faune et une flore très riches. On peut y rencontrer notamment des loutres et des salamandres.

## Histoire
L'Agri, s'appelait autrefois Aciris. L'ancienne ville d'Héraclée se situait sur sa rive droite à la jonction des deux fleuves Aciris et Syris (actuellement Sinni)